# 大瓦利 (加利福尼亞州卡拉韋拉斯縣)
大瓦利（英語：Big Valley）是位於美國加利福尼亞州卡拉韋拉斯縣的一個非建制地區。該地的面積和人口皆未知。

## 地理
大瓦利的座標為38°07′55″N 120°25′41″W / 38.13194°N 120.42806°W，而該地的平均海拔高度為657米（即2155英尺）。